# Liane Pluntz
Liane Pluntz (* 4. Juni 1952 in Linz, Oberösterreich) ist eine ehemalige österreichische Politikerin (SPÖ), Sozialwissenschaftlerin und war bis 2012 Frauenreferentin der Arbeiterkammer Salzburg. Sie war von 1991 bis 1994 Abgeordnete zum Salzburger Landtag.

## Ausbildung und Beruf
Pluntz wurde in der oberösterreichischen Landeshauptstadt Linz geboren und besuchte von 1958 bis 1962 die Volksschule in Riedersbach, Gemeinde St. Pantaleon (Oberösterreich). Sie wechselte danach von 1962 bis 1971 an das Privatgymnasium der Ursulinen in Salzburg und legte dort im Jahr 1971 die Matura ab. Nach dem Schulabschluss begann Pluntz 1971 das Studium der Publizistik und Kommunikationswissenschaften sowie der Politikwissenschaften an der Universität Salzburg. 1984 schloss sie ihr Studium mit der Promotion zur Doktorin der Philosophie (Dr. phil.) ab. Sie arbeitete nach ihrem Studienabschluss von 1984 bis 1985 als Mitarbeiterin der Sozialberatungsstelle „Verein Frauentreffpunkt“ in Salzburg und wechselte danach von 1985 bis 1988 als sozialwissenschaftliche Mitarbeiterin in die Forschungseinrichtung „Institut für Alltagskultur“ in Salzburg. 1988 trat sie in den Dienst der Arbeiterkammer Salzburg, wo sie bis 2012 als Referentin für Frauenpolitik tätig war.

## Politik und Funktionen
Pluntz trat im Jahr 1985 der Sozialistischen Partei Österreichs bei und wirkte von 1985 bis 1994 als Mitglied des Vorstandes des SPÖ-Landesfrauenkomitees. Zwischen 1991 und 1994 war sie zudem Mitglied des Landesparteivorstandes der SPÖ Salzburg, wobei sie die Salzburger SPÖ während dieser Zeit auch als Abgeordnete im Salzburger Landtag vertrat. Dem Salzburger Landtag gehörte sie dabei vom 6. Februar 1991 bis zum 1. Mai 1994 an, wobei sie 1991 für Peter Köpf in den Landtag nachgerückt war. Pluntz übernahm des Weiteren im Jahr 1995 die Funktion der Vorsitzenden der „Initiative Frau und Arbeit“, gemeinnützige GmbH zur arbeitsmarktpolitischen Integration von Frauen.

## Privates
Liane Pluntz ist ledig und hat keine Kinder.

## Auszeichnungen
- Troll-Borostyani-Preis der Stadt Salzburg für frauenpolitische Pionierleistungen (2000)